# Thitiwat Janda
Thitiwat Janda (thailändisch ธิติวัฒน์ จันดา; * 14. Juni 2002) ist ein thailändischer Fußballspieler.

## Karriere
Thitiwat Janda stand seit Beginn der Saison 2021/22 beim Lampang FC unter Vertrag. Der Verein aus Lampang spielt in der zweiten thailändischen Liga, der Thai League 2. Sein Zweitligadebüt gab Thitiwat Janda am 3. Oktober 2021 (6. Spieltag) im Auswärtsspiel gegen den Udon Thani FC (3:2). Hier stand er in der Startelf und wurde in der 41. Minute gegen den Brasilianer Andrey Coutinho ausgewechselt. Im Sommer 2022 unterschrieb er einen Vertrag beim Drittligisten Udon United FC. Mit dem Verein aus Udon Thani spielte er fünfmal er in der North/Eastern Region der Liga. Zu Beginn der Saison 2023/24 wechselte er im Sommer 2023 zu seinem ehemaligen Verein, dem Erstligaabsteiger Lampang FC. Nach einer Spielzeit, in der er sieben Ligaspiele bestritt, wechselte er im Sommer 2024 wieder zum Drittligisten Udon United FC. Nachdem er in der Hinrunde nicht zum Einsatz gekommen war, wurde sein Vertrag im Dezember 2024 nicht verlängert.